# Glyptops
Glyptops (Grieks voor 'gegroefd gezicht') is een geslacht van uitgestorven pleurosternide zoetwaterschildpadden bekend uit het Laat-Jura van Noord-Amerika.

## Naamgeving
Een Compsemys plicatulus werd door Edward Drinker Cope benoemd op basis van AMNH 6099, een gedeeltelijk pantser uit de Morrison-formatie uit het Laat-Jura (Tithonien) van Colorado. De soortaanduiding betekent 'de kleine geplooide'.
In 1890 werd de gedeeltelijke schedel YPM 1784 uit Como Bluff, Wyoming als de typesoort Glyptops ornatus benoemd door Othniel Charles Marsh. Later herkende Oliver Perry Hay dat Compsemys plicatulus en Glyptops ornatus dezelfde soort waren, vandaar de combinatio nova Glyptops plicatulus. Zelfs bij een identiteit blijft G. ornatus de typesoort. 
De andere Morrison-soort Glyptops utahensis Gilmore 1916 werd beschreven op basis van een compleet pantser (CM 3412) gevonden in het Dinosaur National Monument in Utah. Glyptops werd later een prullenbaktaxon om te verwijzen naar losse pantserfragmenten met een fijn gevormde oppervlaktetextuur. Het type Glyptops plicatulus werd in 2019 beoordeeld als een nomen dubium, omdat het geen diagnostische kenmerken had, en Glyptops ornatus werd als de enige geldige soort beschouwd; Glyptops utahensis zou een jonger synoniem zijn.
De soort Glytops caelatus Hay, 1908 werd beschreven vanaf de Arundel-formatie uit het Midden-Krijt (Laat-Aptien-Vroeg-Albien) van Maryland. Het werd later echter afgedaan als een nomen dubium gezien de niet-diagnostische overblijfselen. Daarbij gaat het bij deze soort alsmede G. pervicax Hay, 1908 en G. depressus Hay, 1908 niet om soorten die bedoeld waren onder Marsh' geslacht te vallen: Oliver Perry Hay benoemde per ongeluk een tweede geslacht Glyptops wat dus een Glyptops non Marsh 1890 werd.

## Fylogenie
Vroeger werd Glyptops met andere Noord-Amerikaanse verwanten vaak in een Glyptopidae geplaatst; later werd duidelijk dat zulke soorten niet apart kunnen worden gezien van de Pleurosternidae.